# Evarist Basiana i Arbiell
Evarist Basiana i Arbiell (Tàrrega , 1893 - Manrèse , 1967) est un dessinateur et peintre espagnol, précurseur à Manresa des nouveaux styles de l'impressionnisme, du cubisme et du symbolisme.

## Biographie

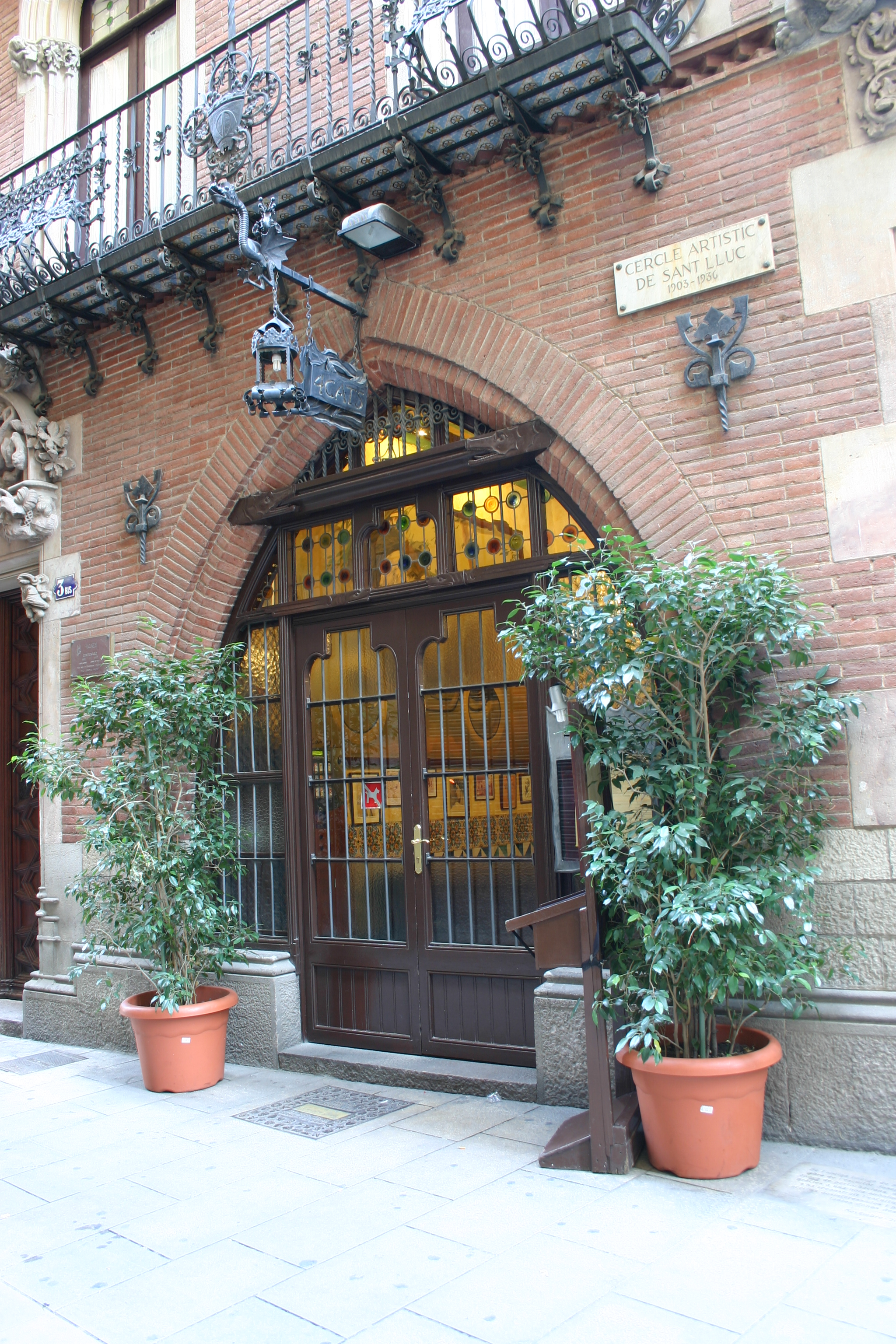
Le cabaret Els Quatre Gats à Barcelone.

Entre 1912 et 1922, Evarist Basiana i Arbiell s'installe à Barcelone pour suivre les cours de dessin artistique à l'École de la Llotja, obtenant une excellente qualification. Il fréquente le cabaret Els Quatre Gats et en profite pour faire plusieurs séjours à Paris où il est imprégné de l'idéalisme de Hegel, de Nietzsche, des idées naturistes, de la théorie de l'évolution et surtout des incursions incisives du cubisme, de Picasso et de Braque.
En 1927, il expose son travail aux Galeries Dalmau. Il expose également au Saló de Primavera (salon de printemps)  à Barcelone en 1932 et au  Saló d'Independents (salon des indépendants)  à Barcelone en  1936. Professeur à l'École d'Arts et Métiers de Manresa jusqu'en 1939, il y vécut une grande partie de sa vie et y a peint des paysages, des natures mortes et produit des dessins  également connus. Basiana fut également tuteur particulier de la peintre catalane Carmen Selves influençant sa perception rationnelle de la couleur.

## Postérité
Le 2 avril 1993, le Cercle Artistique de Manresa et la Municipalité lui rendent hommage,.